# Polybotrya lourteigiana
Polybotrya lourteigiana là một loài thực vật có mạch trong họ Dryopteridaceae. Loài này được Lellinger miêu tả khoa học đầu tiên năm 1977.